# Just a Dream (canción de Carrie Underwood)
"Just a Dream" es una canción country, lanzada como el cuarto sencillo del segundo álbum de Carrie Underwood, Carnival Ride. La canción fue compuesta por Gordie Sampson, Steve McEwan y Hillary Lindsey. La canción fue lanzada oficialmente a las radios country el 21 de julio de 2008. El video de la canción fue lanzado el 5 de agosto de 2008. La canción estuvo nominada a los Grammy Awards por la mejor interpretación vocal femenina.

## Contenido

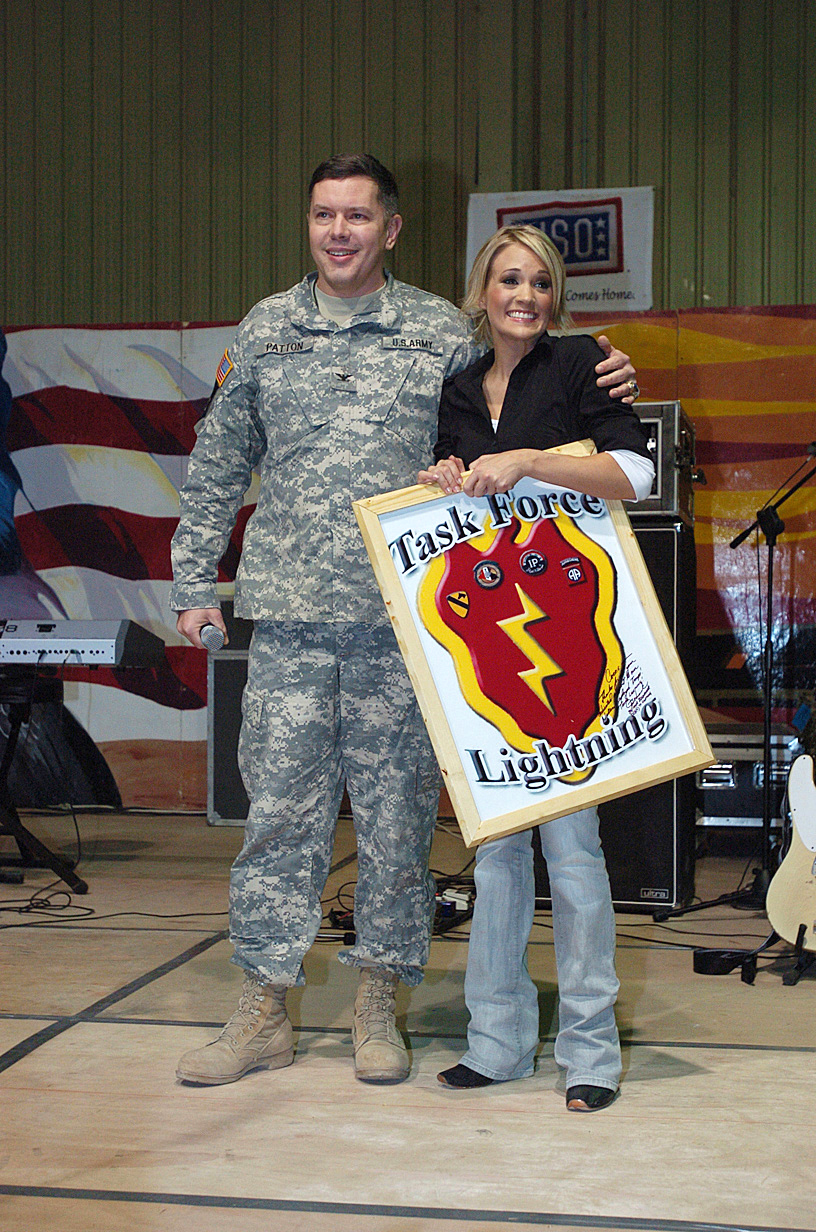
Underwood fue a conocer a un grupo de soldados en Irak, y en su estadía interpretó la canción. Luego de su presentación, firmó autógrafos y se sacó fotos con los solados.

### Canción
"Just a Dream" es una canción mid-tempo. La canción cuenta la historia de una mujer yendo a la iglesia vestida de novia, que lleva al público a creer que se está por casar. En cambio, se revela que está yendo al funeral de su esposo, quien era un soldado que murió en la guerra. Durante el funeral, ella desea que todo lo que está pasando sea sólo un sueño (Just a Dream).

### Video musical
El video comienza con Underwood hablando con su prometido en un convertible, intentando evitar el tema de que al siguiente día él se irá a la guerra. La siguiente escena muestra a Underwood poniéndose un vestido de novia blanco, y al cruzar las puertas, todos se levantan y a lo lejos se puede ver a su prometido, quien la esperaba en el altar, pero conforme la canción avanza, Underwood está cada vez más triste, hasta el punto en el que empieza a llorar; cuando esto sucede, su vestido blanco de novia se transforma en un vestido de luto, y todos los invitados agachan la mirada mientras ella camina. El video se intercala con escenas en el momento en el que su prometido se marchaba hacia la guerra y cuando un soldado llega a la casa de Underwood con una carta en la que dice que su esposo falleció. Al llegar al ataúd de su ahora fallecido prometido, ella abraza el cajón con fuerza y le entregan una bandera. El video termina con la cámara alejándose de Underwood lentamente mientras ella miraba en dirección de la cámara.
Underwood subió el video a su cuenta oficial de VEVO en 2009, pero, por razones desconocidas, el video no está disponibles en muchas regiones del mundo. El video parece ambientado en la época de la guerra de Vietnam, pero en la carta que le entrega el soldado a Underwood el año es 2008.

## Listas
| Chart (2007)                       | Peak position |
| ---------------------------------- | ------------- |
| US Billboard Pop 100               | 96            |
| Chart (2008)                       | Peak position |
| Canadá (Canadian Hot 100)          | 50            |
| Estados Unidos (Billboard Hot 100) | 29            |
| Estados Unidos (Hot Country Songs) | 1             |

### Listas de fin de año
| Chart (2008)                 | Position |
| ---------------------------- | -------- |
| US Country Songs (Billboard) | 16       |

## Historial de lanzamientos
| Región         | Fecha               | Formato | Sello            |
| -------------- | ------------------- | ------- | ---------------- |
| Estados Unidos | 21 de julio de 2008 | Airplay | Arista Nashville |
| Canadá         | 21 de julio de 2008 | Airplay | Sony Music       |
| Reino Unido    | 21 de julio de 2008 | Airplay | Sony Music       |